# Exocentrus lerouxi
Exocentrus lerouxi là một loài bọ cánh cứng trong họ Cerambycidae.